# Tovomita obovata
Tovomita obovata är en tvåhjärtbladig växtart som beskrevs av Adolf Engler. Tovomita obovata ingår i släktet Tovomita och familjen Clusiaceae. Inga underarter finns listade i Catalogue of Life.